# Finse (stacja kolejowa)
Finse – stacja kolei Oslo-Bergen.

## Położenie
Finse to najwyżej położona (1222 m n.p.m.) stacja kolei Oslo-Bergen, a jednocześnie i w całej Norwegii. Jako że do Finse (gmina Ulvik) nie prowadzą żadne drogi, kolej jest jedynym środkiem transportu. Jednak podczas sezonu letniego można do Finse dotrzeć rowerem, bądź na piechotę. W Finse znajduje się hotel oraz schronisko turystyczne.

## Ruch pasażerski
Stacja obsługuje ruch kolejowy w kierunku Oslo i Bergen. W ciągu dnia odchodzą z niej cztery pociągi

## Obsługa pasażerów
Budynek stacyjny, poczekalnia, parking rowerowy czynny w sezonie letnim, sklep (czynny w miesiącach letnich), toaleta

## Stacja w kulturze
W Finse rozgrywa się akcja powieści Anne Holt 1222.